# Nadeschda Silfversparre
Eva Nadeschda Silfversparre, född 10 maj 1818 i Riga, död 8 juli 1896 i Stockholm, var en svensk konstnär.
Hon var dotter till bruksägaren Varner Groen och Charlotta Christina Sabina Poelchau och från 1847 gift med underlöjtnanten Carl Johan Oskar Gustav Silfversparre samt mor till kaptenen Warner Wilhelm Silfversparre och överingenjören Arent Fredrik Herman Silfversparre. Hennes konst består huvudsakligen av oljemålningar som finns i privata samlingar.